# NGC 2862
NGC 2862 في الفهرس العام الجديد، هي مجرة، تقع في كوكبة الأسد. اكتشفت في 21 فبراير 1863 بواسطة هاينريش لويس دريست.

## روابط خارجية
- NGC 2862 على موقع ويكي سكاي: DSS2, SDSS, GALEX, IRAS, Hydrogen α, X-Ray, Astrophoto, Sky Map, Articles and images